# Lovasi-séd

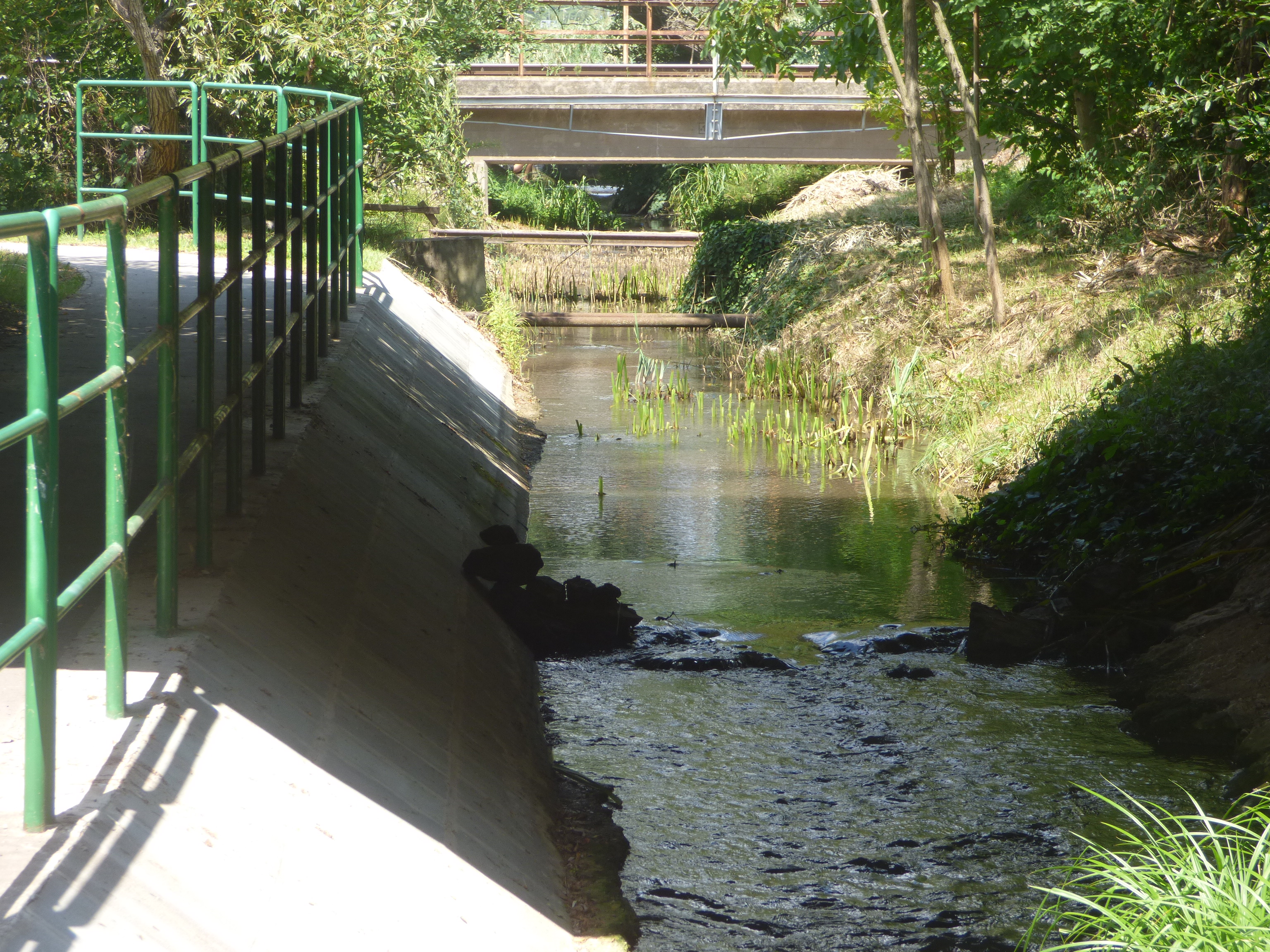
A Lovasi-séd egymástól néhány méterre keresztezi a Székesfehérvár–Tapolca-vasútvonalat és a 71-es főutat Paloznak külterületén

A Lovasi-séd Veszprém vármegyében, Lovas és Paloznak község közelében található patak.

## Története
A séd mint köznév sedu formájában forrást jelentett a 11. században, később a magyar nyelvben „patakot”. A patakot több ér táplálja, többek között a felsőörsi Malomvölgy patakjai és a lovasi Királykútnál eredő ér. A séd hossza kb. 4 km (a királykúti ér és a malom-völgyi csermely összefolyásától) a torkolatig. A patak vize a paloznaki Vöröspart nádasa után a Balatonba kerül. Több száz éven át a helyi malmoknak juttatott energiát. 1782 körül három vízimalom is dolgozott a Lovasi-séd mentén. Települések: Felsőörs, Lovas, Paloznak.

## Élővilága
A séd élővilága bolharákokból, békákból, csigákból és molnárkákból áll. A Vöröspart más néven Barka-tó madár- és hüllőállománya fokozottan védett.

## Képgaléria

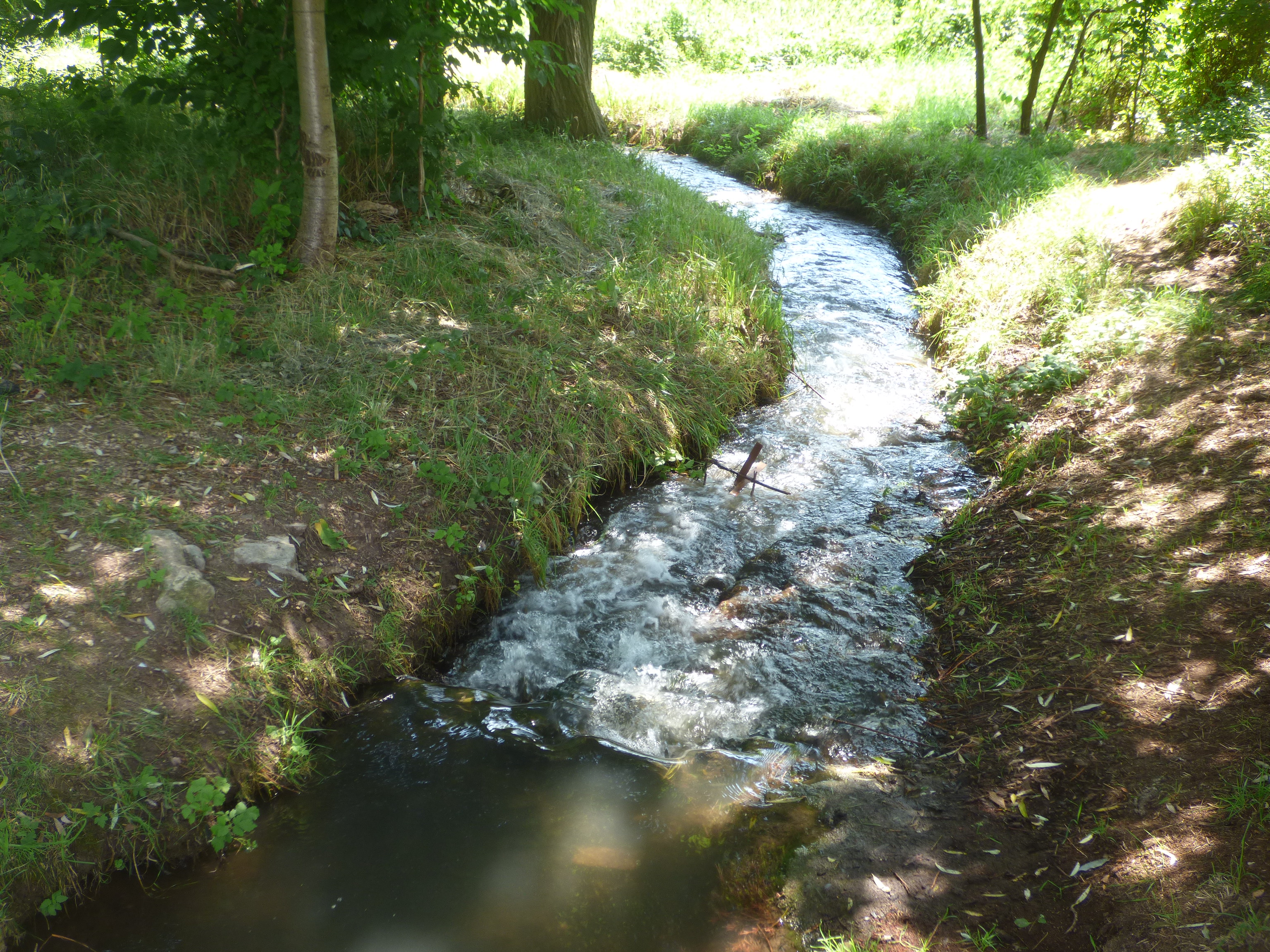
A Lovasi-séd a parti kerékpárútról a tó felé nézve
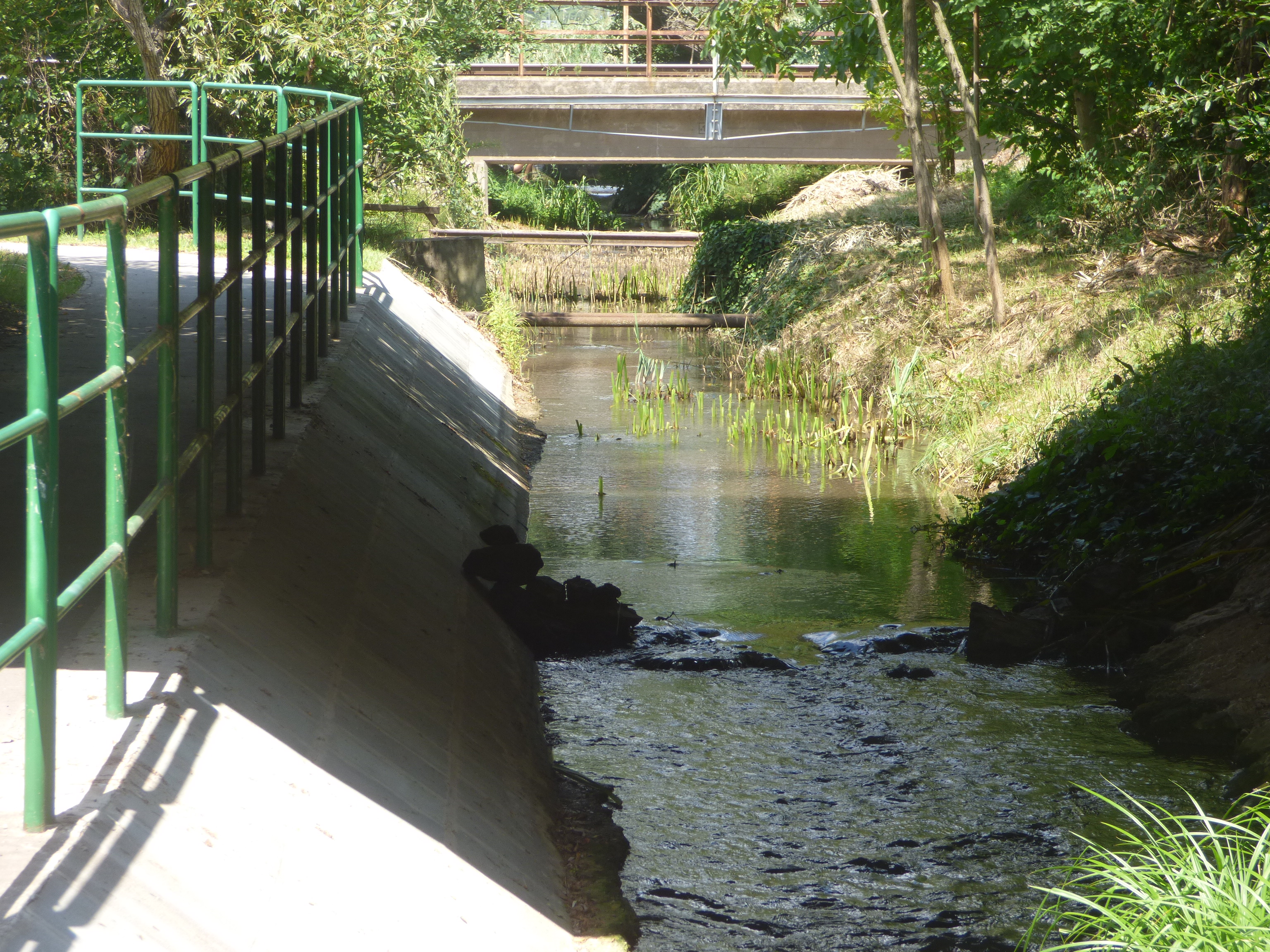
A Lovasi-séd a parti kerékpárútról észak felé nézve